# Francie na letních olympijských hrách
Francie na letních olympijských hrách startuje od roku 1896. Toto je přehled účastí, medailového zisku a vlajkonošů na dané sportovní události.

## Účast na Letních olympijských hrách
| Dějiště LOH            | LOH      | Vlajkonoš                             | Zlatá medaile | Stříbrná medaile | Bronzová medaile | Celkem |
| ---------------------- | -------- | ------------------------------------- | ------------- | ---------------- | ---------------- | ------ |
| 1896 Athény            | LOH 1896 | nebyl                                 | 5             | 4                | 2                | 11     |
| 1900 Paříž             | LOH 1900 | nebyl                                 | 26            | 41               | 34               | 101    |
| 1904 St. Louis         | LOH 1904 | nebyl                                 |               | 0                |                  | 0      |
| 1908 Londýn            | LOH 1908 | Émile Demangel                        | 5             | 5                | 9                | 19     |
| 1912 Stockholm         | LOH 1912 | Raoul Paoli                           | 7             | 4                | 3                | 14     |
| 1920 Antverpy          | LOH 1920 | Émile Écuyer                          | 9             | 19               | 13               | 41     |
| 1924 Paříž             | LOH 1924 | Géo André                             | 13            | 15               | 10               | 38     |
| 1928 Amsterdam         | LOH 1928 | nebyl                                 | 6             | 10               | 5                | 21     |
| 1932 Los Angeles       | LOH 1932 | Jules Noël                            | 10            | 5                | 4                | 19     |
| 1936 Berlín            | LOH 1936 | Jules Noël                            | 7             | 6                | 6                | 19     |
| 1948 Londýn            | LOH 1948 | Jean Séphériadès                      | 10            | 6                | 13               | 29     |
| 1952 Helsinky          | LOH 1952 | Ignace Heinrich                       | 6             | 6                | 6                | 18     |
| 1956 Melbourne         | LOH 1956 | Jean Debuf                            | 4             | 4                | 6                | 14     |
| 1960 Řím               | LOH 1960 | Christian d'Oriola                    |               | 2                | 3                | 5      |
| 1964 Tokio             | LOH 1964 | Michel Macquet                        | 1             | 8                | 6                | 15     |
| 1968 Ciudad de México  | LOH 1968 | Kiki Caronová                         | 7             | 3                | 5                | 15     |
| 1972 Mnichov           | LOH 1972 | Jean-Claude Magnan                    | 2             | 4                | 7                | 13     |
| 1976 Montréal          | LOH 1976 | Daniel Morelon                        | 2             | 3                | 4                | 9      |
| 1980 Moskva            | LOH 1980 | nebyl                                 | 6             | 5                | 3                | 14     |
| 1984 Los Angeles       | LOH 1984 | Angelo Parisi                         | 5             | 7                | 16               | 28     |
| 1988 Soul              | LOH 1988 | Philippe Riboud                       | 6             | 4                | 6                | 16     |
| 1992 Barcelona         | LOH 1992 | Jean-François Lamour                  | 8             | 5                | 16               | 29     |
| 1996 Atlanta           | LOH 1996 | Marie-José Pérecová                   | 15            | 7                | 15               | 37     |
| 2000 Sydney            | LOH 2000 | David Douillet                        | 13            | 14               | 11               | 38     |
| 2004 Athény            | LOH 2004 | Jackson Richardson                    | 11            | 9                | 13               | 33     |
| 2008 Peking            | LOH 2008 | Tony Estanguet                        | 7             | 16               | 18               | 41     |
| 2012 Londýn            | LOH 2012 | Laura Flesselová-Colovicová           | 11            | 11               | 12               | 34     |
| 2016 Rio de Janeiro    | LOH 2016 | Teddy Riner                           | 10            | 18               | 14               | 42     |
| 2020 Tokio             | LOH 2020 | Clarisse Agbegnenouová Samir Aït Saïd | 10            | 12               | 11               | 33     |
| 2024 Paříž             | LOH 2024 |                                       |               |                  |                  | x      |
| Celkem                 | 29       |                                       | 223           | 251              | 277              | 751    |
| Zdroj na Olympedia.org |          |                                       |               |                  |                  |        |